# Rumpelstiltskin Grinder
Rumpelstiltskin Grinder – zespół muzyczny pochodzący ze stanu Pensylwania w USA, grający – jak określają to sami muzycy – "kryminalny thrash metal". Przed wydaniem ich debiutanckiej płyty "Buried In The Front Yard..." (Relapse) w maju 2007 zespół wypuścił płytkę z zarejestrowanym koncertem "Raped By Bears–Live At The Dungeon 6/21/03".

## Skład zespołu
- Matt Moore (gitara rytmiczna, wokale)
- Shawn Riley (gitara basowa, wokale)
- Pat Battaglia (perkusja, bębny)
- Ryan Moll (gitara prowadząca)